# José Ramón Villa Soberón

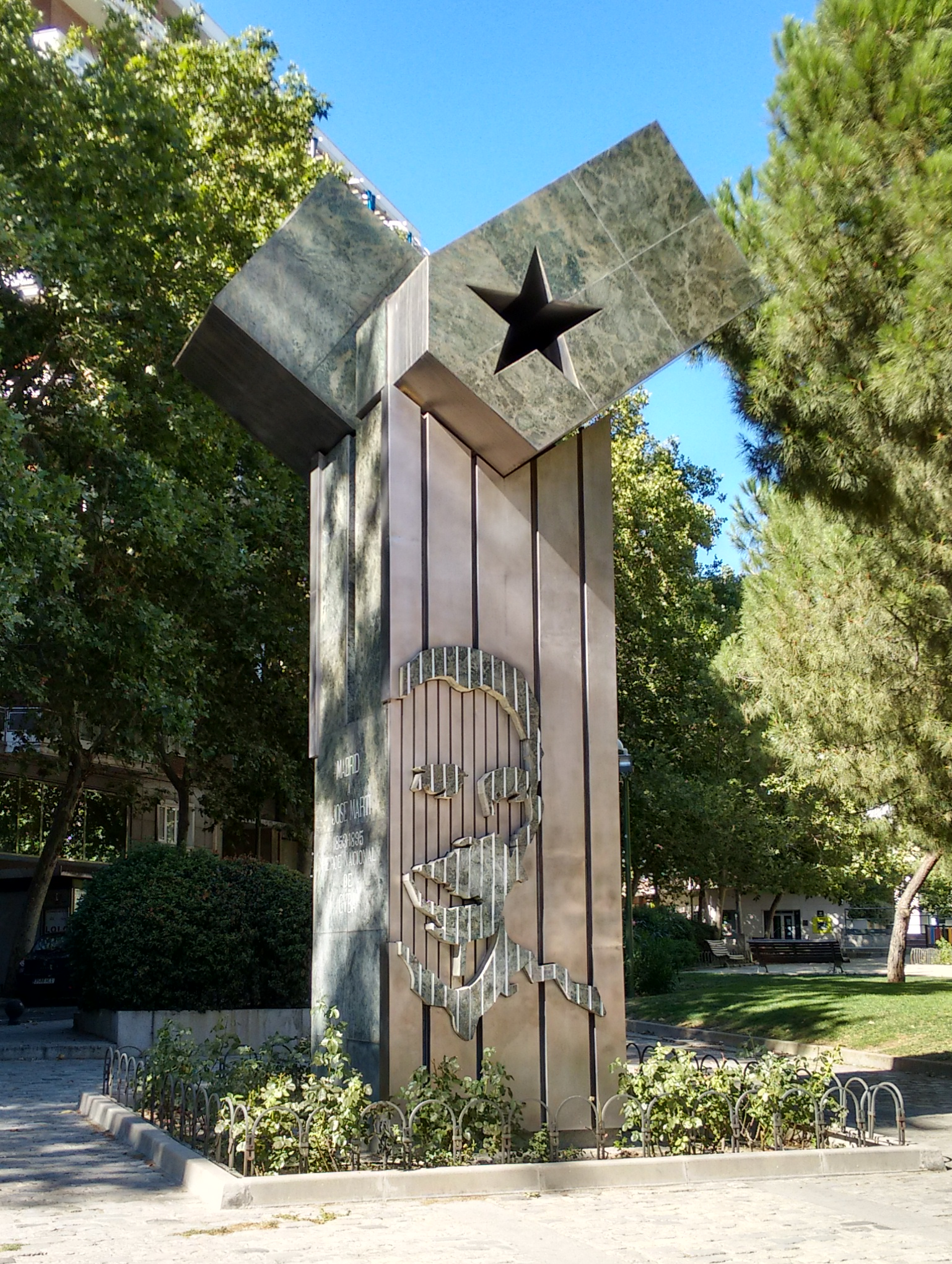
Monumento a José Martí, en Madrid.

José Ramón Villa Soberón (Santiago de Cuba, 2 de septiembre de 1950) es un escultor cubano. Realizó estudios de Arte en la Escuela Nacional de Arte (ENA), en La Habana y en la Academia de Artes Plásticas de Praga, República Checa.

## Exposiciones colectivas
Entre las exposiciones colectivas en que participa se destacan: en 1986 la II Trienal Americana de Escultura, en Argentina y en 1996 la Segunda Bienal de La Habana en el Museo Nacional de Bellas Artes, en Cuba.

## Premios
En 1996 recibió el tercer premio en la II Trienal Americana de Escultura, en Argentina, entre otros premios recibidos.

## Obras
Entre las principales obras emplazadas:
- Che, Comandante Amigo 1982, latón; 3 m alto; Palacio Central de Pioneros Ernesto Che Guevara, Parque Lenin, La Habana, Cuba.[3]
- Monumento a José Martí (José Villa y Rómulo Fernández), 1986, Plaza de Quito, Paseo de La Habana, Madrid, España.
- Escultura ambiental, 1992 Campus de la Universidad de Valencia, España.
- Dicen que soy un soñador, pero no soy el único (John Lennon), 8 de diciembre de 2000 bronce; 1,40 x 2 x 0,60 m; Parque de calle 17 entre 6 y 8, El Vedado, La Habana, Cuba, entre otras.
- Monumento a José Martí, escultura de bronce y altura de 3 metros, emplazada en el Parque Portales (Santiago de Chile), 2017.[4] Estatua de J. Marti en Santiago de Chile.

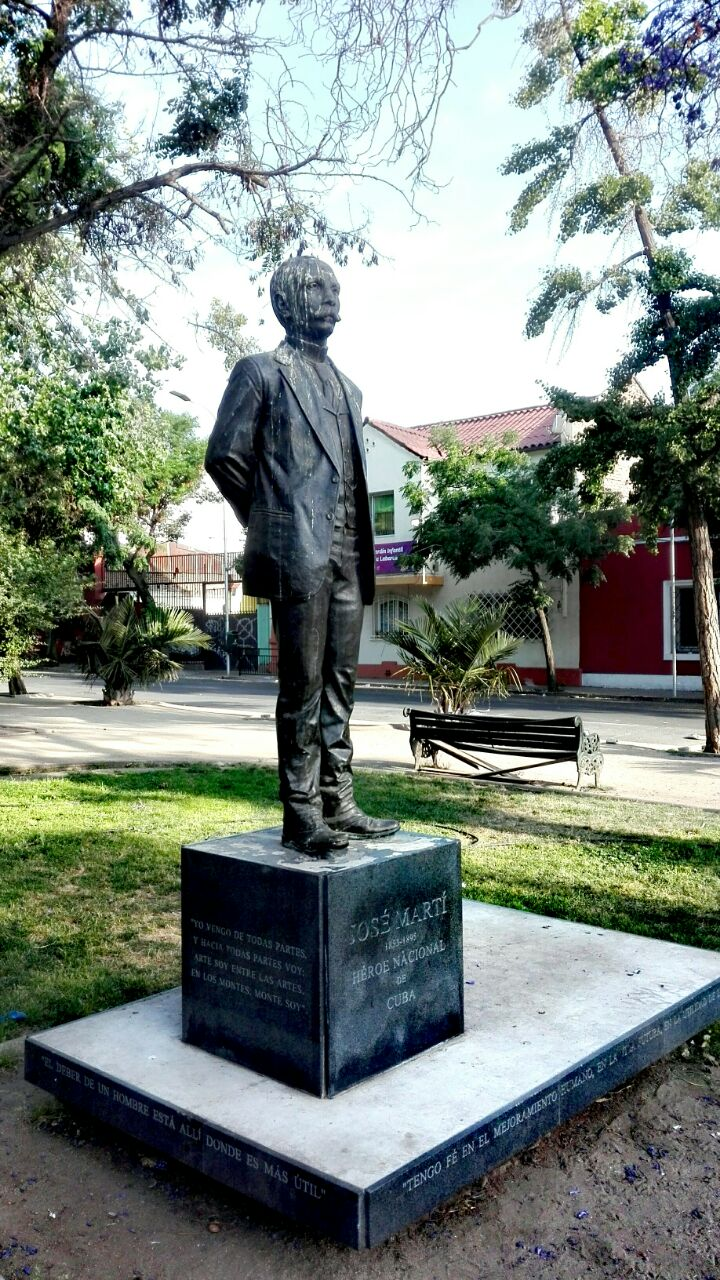
Estatua de J. Marti en Santiago de Chile.